# Günther Vinek
Günther Vinek (* 11. März 1939 in Wien; † 28. September 2010 ebenda) war ein österreichischer Informatiker und Statistiker. Er war ordentlicher Universitätsprofessor an der Universität Wien und von 2000 bis 2007 deren Vizerektor.

## Leben
Vinek studierte 1957 bis 1965 Chemie an der Universität Wien, wobei er sub auspiciis Praesidentis promovierte. Er war zunächst am Institut für physikalische Chemie angestellt und wechselte 1968 an das Institut für Statistik. 1970 habilitierte er sich in Statistik und angewandte Informatik an der damaligen Hochschule für Sozial- und Wirtschaftswissenschaften in Linz (heute: Johannes Kepler Universität Linz). 1970 bis 1973 war er Leiter des Rechenzentrums der Medizinischen Fakultät der Universität Wien. Während dieser Zeit, 1972, wurde seine Linzer Habilitation auch von der juridischen Fakultät der Universität Wien anerkannt.
Von 1973 bis 1976 war er ordentlicher Universitätsprofessor für Operations Research und angewandte Informatik an der Johannes Kepler Universität Linz. Er war dabei in den Jahren 1975/76 Dekan der Technisch-Naturwissenschaftlichen Fakultät.
1976 wurde er zurück an die Universität Wien berufen, an den Lehrstuhl für Statistik. Er war dort Ordentlicher Universitätsprofessor für Statistik und angewandte Informatik. 1989 bis 1991 war er Vorstand des interuniversitären EDV-Zentrums. In den Jahren 1995 bis 2000 war er Leiter der Abteilung Data Engineering des Instituts für Angewandte Informatik und Informationssysteme, anschließend Leiter der Abteilung Betriebliche Informationssysteme des Instituts für Informatik und Wirtschaftsinformatik. Von 1. Jänner 2000 bis 30. September 2007 war er für zwei Funktionsperioden Vizerektor der Universität Wien für Informationsmanagement und Organisation.
Mit dem 30. September 2007 wurde er emeritiert. 2007 wurde Vinek mit dem Titel eines Ehrensenators der Universität Wien ausgezeichnet.

## Werke
- mit Paul Frederick Rennert, A Min Tjoa: Datenmodellierung: Theorie und Praxis des Datenbankentwurfes, ISBN 3-7908-0225-5
- Objektorientierte Softwareentwicklung mit Smalltalk, ISBN 3-540-62558-5